# Rio de San Giovanni Laterano

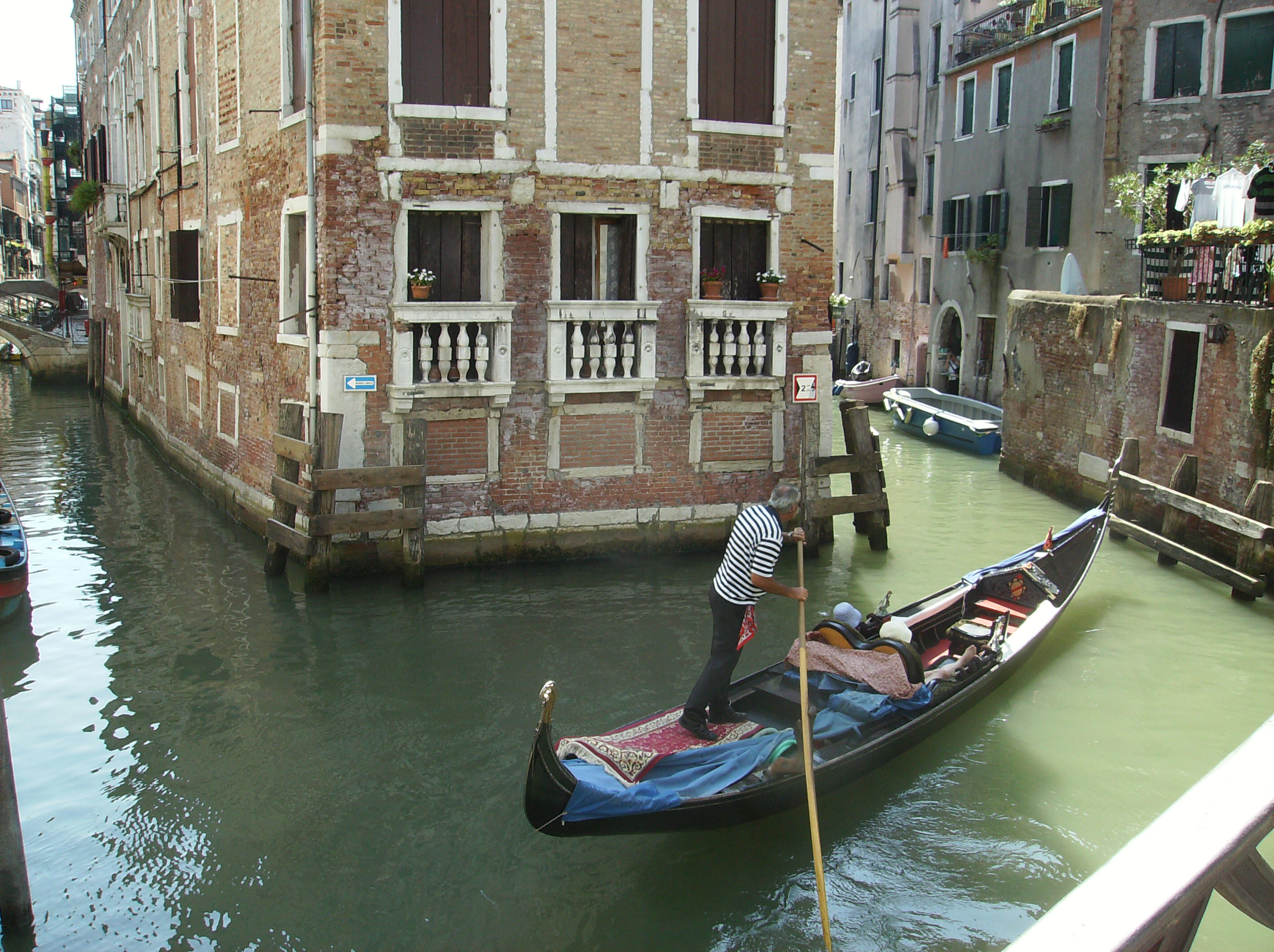
Point ou le rio rejoint le rio della Tetta

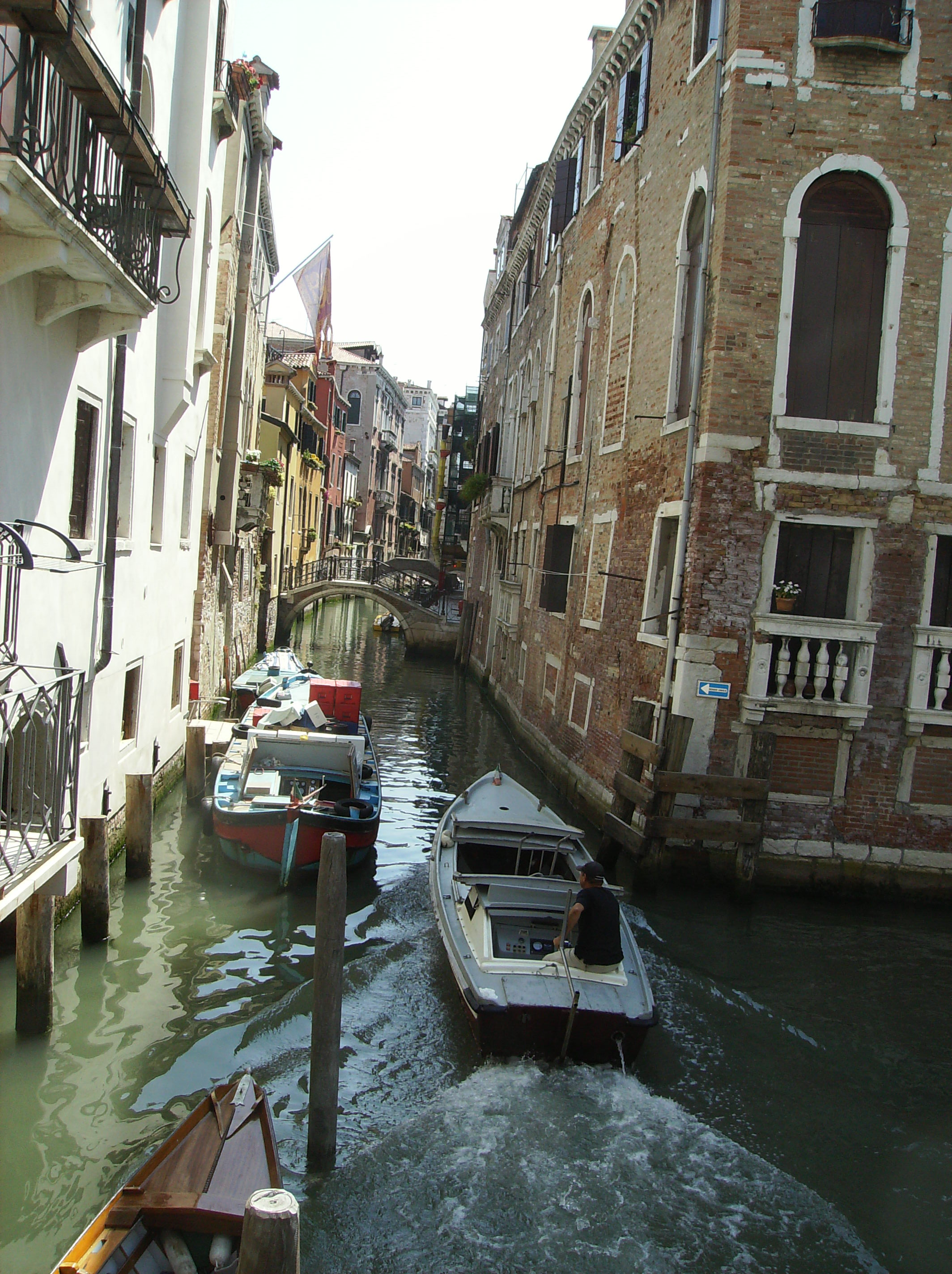
Le rio en direction est

Le rio di (ou de ) San Giovanni Laterano (canal de Saint-Jean-de-Latran) est un canal de Venise dans le sestiere de Castello.

## Description
Le rio di San Giovanni Laterano a une longueur de 271 mètres. 
Il prolonge le rio di Santa Marina en direction est, depuis l'endroit (le ponte Consafelzi) où il se fourche en deux bras formant outre le présent rio, le rio della Tetta. Lorsqu'il croise les rii de San Antonin et de Santa Giustina, il se mue en rio di San Francesco.

## Toponymie
Le nom provient de l'ancienne église San Giovanni di Laterano.

## Situation
- Ce rio croise aussi le rio di San Lorenzo sur son flanc sud.

## Ponts
Il est traversé par trois ponts :

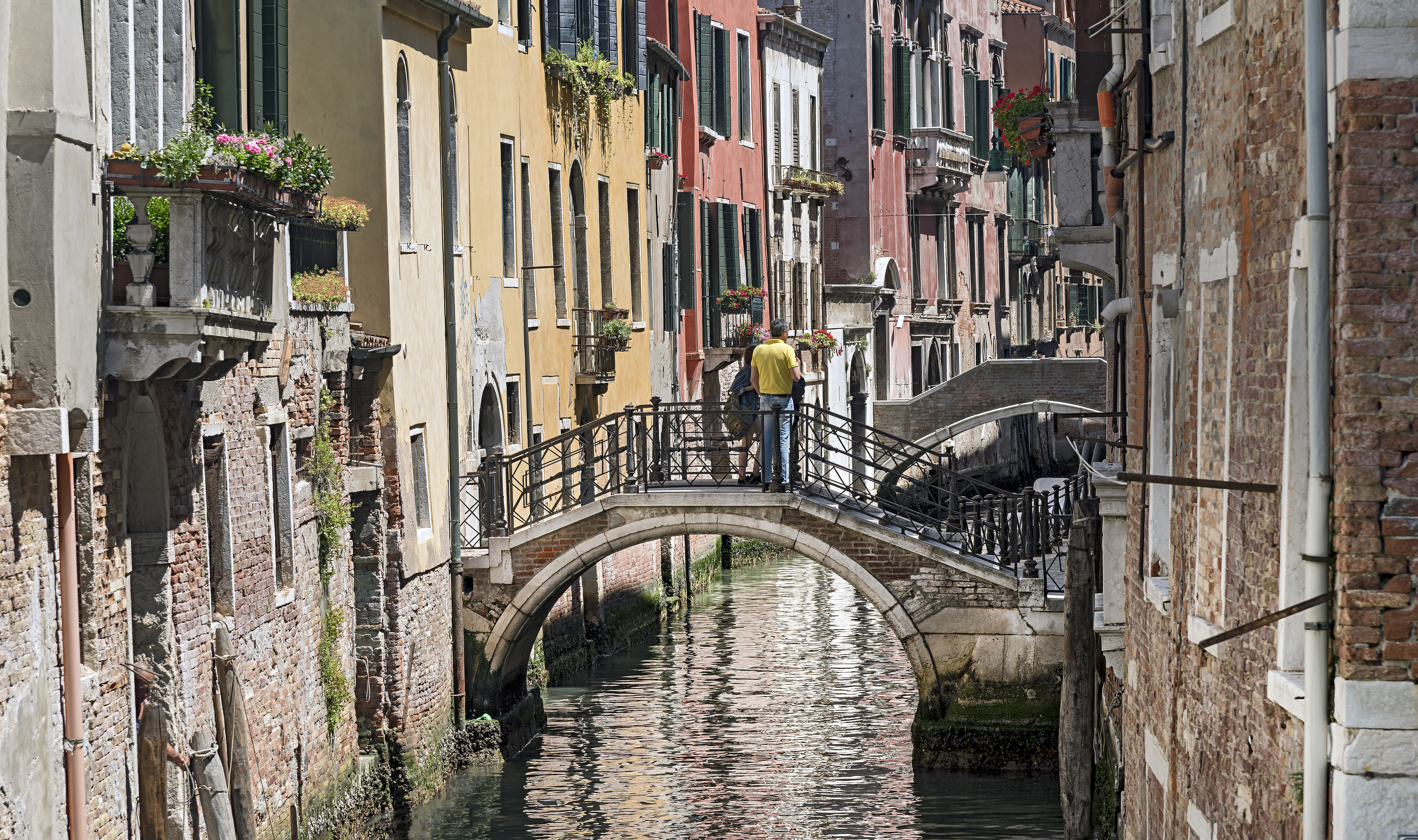
Ponte de l'Ospedaletto avec à l'arrière-plan le pont privé au no 6396

- le Ponte Muazzo (Famille Muazzo) entre le sotoportego du même nom et le Campiello Cappello à l'est ;
- le pont privé San Giovanni au no 6396 ;
- le Ponte de l'Ospedaletto entre la calle du même nom et la calle Tetta. Ce pont est nommé d'après un petit hospital au bout de la calle fondé en 1527 sur le site Bersaglio (galerie de tir) et devenu en 1807 asile pour hommes vieillards et impotents pauvres ;